# Іспанська мова в Каталонії

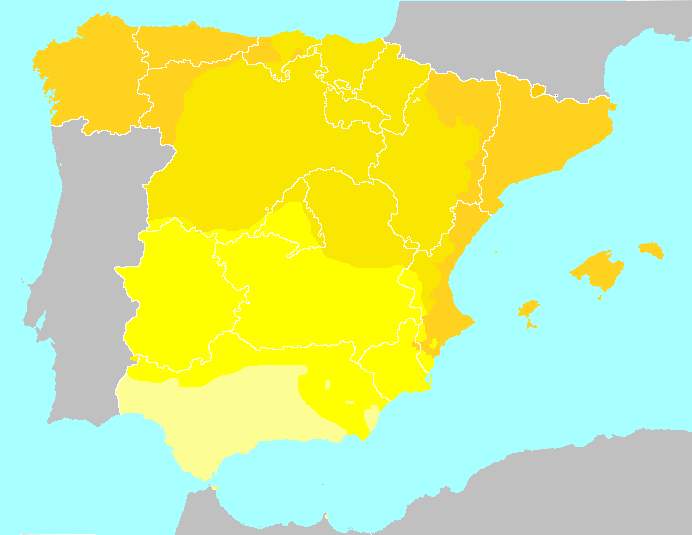
Діалекти іспанської мови, на якій розмовляють в Іспанії. Діалекти іспанської мови в Каталонії зазвичай вважаються близькими до діалектів північної Іспанії.

Іспанська мова в Каталонії є однією з офіційних мов цієї іспанської автономної спільноти, поряд з каталонською та окситанською у своєму аранському варіанті.

## Іспаномовні в Каталонії
| Знання                                      | Кількість | Відсоток |
| ------------------------------------------- | --------- | -------- |
| Розуміють                                   | 6 973 500 | 99,0 %   |
| Вміють говорити                             | 6 793 900 | 96.4 %   |
| Вміють читати                               | 6440300   | 91.4 %   |
| Вміють писати                               | 6 258 200 | 88,8 %   |
| Загальна кількість населення старше 2 років | 7049900   | 100 %    |

### Лінгвістична демографія Каталонії
У Каталонії найважливішим фактором соціального білінгвізму є імміграція з інших провінцій Іспанії протягом 20 століття. Було підраховано, що без міграції населення Каталонії зросло б з приблизно 2 млн чоловік у 1900 р. До 2,4 у 1980 р.  замість понад 6,1 млн., Зареєстрованих на цю дату (і перевищуючи 7,4 млн. У 2009 р.); тобто населення без міграції становило б лише 39 % від 1980 року.
В даний час іспанська мова є найпоширенішою мовою в Каталонії, хоча її поширення має суттєві відмінності між сільськими та міськими районами і навіть між районами одного міста. За даними Каталонського інституту статистики у 2003 році, каталонська була рідною мовою для 36,2 % населення, Іспанська для 56,2 % та обидві мови для 2.5 % У 2008 році даний результат - 31,6 % для каталонської, 55 % для іспанської та 3,8 % для обох. Цей спад у каталонській мові обумовлений значним прибуттям іммігрантів до Каталонії, для багатьох з яких (36 %)  іспанська мова є рідною. У звіті про лінгвістичну політику Каталонського женералітету за 2013 рік рідною мовою для населення була: каталонська - 31%, іспанська - 55,1%.
Згідно з дослідженням, проведеним спільно професорами університетів Прінстона, Комільяса та Клемсона, представленим 1 червня 2009 року  80 %  іммігрантів воліють використовувати іспанську мову незалежно від країни походження.
Щодо рідної мови, існують офіційні дані щодо населення віком старше п'ятнадцяти років: За абсолютними цифрами населення з каталонською як рідною мовою зменшилось з 2003 р. до 2008 р. на 86 000 осіб, з 36,23. %  до 31,64 %,  тоді як з іспанською зросло за той самий період на 234 000 осіб.

### Мовна політика каталонського уряду
Уряд Каталонії провів роботу з пропаганди та розширення використання каталонської мови як пріоритетної мови в Каталонії. Річний бюджет Секретаріату мовної політики Женералітету який у 2008 році становив 174 мільйонів євро  робить мовну політику одним з пріоритетних завдань роботи уряду. Серед заходів, прийнятих для просування каталонської мови, є заохочення іммігрантів вивчати каталонську, встановлено Каталонську як єдину мову  освіти на всіх рівнях,  вивчення її як предмету поруч з Іспанською по дві години на тиждень , або публікація всіх засобів масової інформації в Каталонії лише каталонською. В даний час лише 26 % муніципалітетів Каталонії мають свою вебсторінку іспанською мовою, а понад 74% -  каталонською та іншими мовами, але не на іспанською.

## Дивіться також
- Різноманітність іспанської мови на каталономовних територіях, стаття, що описує лінгвістичні характеристики цього різновиду.
- Кастелянізація
- Катаньол